# El libro de los números que aparecen en las sagradas escrituras
La obra Liber numerorum qui in sanctis Scripturis occurrunt (en español, El libro de los números que aparecen en las sagradas escrituras), según la lista de Braulio de Zaragoza, es un tratado sobre la simbología de los números dentro de las Sagradas Escrituras, atribuido a Isidoro de Sevilla.

## Publicación y autoría
F. Arévalo publicó la obra en 1802. La autoría de este tratado sigue siendo incierta: existen diferentes posiciones entre los especialistas. Su autenticidad, como obra isidoriana, es defendida por C. Leonardi, O. García de la Fuente, J. Madoz y J. Fontaine, quien destaca las relaciones existentes entre este tratado y las Etymologiae, y Domínguez del Val. Sin embargo, McNally, Díaz y Díaz y Bischoff ponen en duda la atribución. En particular, Díaz y Díaz señala que ninguno de los testigos de la obra presenta el nombre del autor, solo uno de ellos es de origen hispano y la descripción de la obra realizada por Braulione no se corresponde en absoluto con el íncipit de la Edición Arévalo. Por ello también se puede pensar, con J. C. Martín Iglesias, que la obra original citada por Braulione se ha perdido.

## Contenido y datación
En la edición de Arévalo, el autor comienza afirmando que no es inútil conocer el significado de los números, ya que contienen muchas enseñanzas y advertencias espirituales. Primero, se ofrece una definición de número y luego se resaltan las diferencias entre números pares e impares. Se describen los números del 1 al 16, luego del 18 al 20, y los números 24, 30, 40, 46, 50, y 60. En el estudio de cada número se exponen sus principales características, ante todo desde un punto de vista estrictamente matemático y luego también simbólico y espiritual, indicando su uso relativo en los dos Testamentos. A pesar de la claridad del estilo, el tratado a menudo se caracteriza por la monotonía y la mecanicidad.
Según J. de Aldama, la obra podría datarse entre los años 612 d. C. y 615 d. C., hipótesis basada únicamente en la obra de Braulio de Zaragoza Renotatio librorum divi Isidori, según un criterio que hoy ya no se acepta como unívoco. J. Fontaine, en cambio, afirma que Isidoro escribió el tratado a petición de Braulio, trasladando su finalización al 632 d. C.

## Influencia
El Liber numerorum de Isidoro de Sevilla ejerció influencia en diversos autores medievales, entre los que destacan Rábano Mauro (776-856), Hugo de San Víctor (h. 1096-1141), Juan de Salisbury (h. 1115-1180), Guillermo de Aubrive (1164), Odón de Morimont (1116-1161), Thibaut de Langrés (finales del siglo XII) y, especialmente, Bartolomé el Inglés (h. 1203-1272).

### Ediciones
- Braulio de Zaragoza, La Renotatio librorum domini Isidori. Introducción, edición crítica y traducción, ed. J. C. Martín Iglesias, San Millán de la Cogolla, 2004.
- Divi Isidori Hispalensis episcopi opera omnia, ed. J. Grial, Madrid, 1599.
- Isidorus Hispalensis, Le livre des nombres. Liber numerorum, ed. J. Y. Guillaumin, París, 2005.
- S. Isidori Hispalensis Episcopi Hispaniarum doctoris opera omnia, ed. F. Arévalo, tomo V, Roma, 1802, págs. 220-248.

### Estudios
- McNally, R. E., Isidoriana, «Theological Studies», 20 (1959), págs. 432-442.
- Martín Iglesias, J. C., Escritores Visigóticos: Reglas Monásticas, Madrid, 2011, p. 7.
- La transmisión de los textos latinos en la Edad Media, volumen II, editado por P. Chiesa y L. Castaldi, Florencia, 2005, pp. 407-411.
- Trisoglio, F., Introducción a Isidoro de Sevilla, Brescia, 2009, cap. XII, pág. 92.
- De Aldama, J. A., Indicaciones sobre la cronología de las obras de San Isidoro, en Miscellanea Isidoriana: homenaje a S. Isidoro de Sevilla en el XIII centenario de su muerte 636 - 4 de abril – 1936, pp. 57-89.

- Datos: Q113636146